# Ramsau bei Berchtesgaden
Ramsau bei Berchtesgaden, Ramsau b.Berchtesgaden – miejscowość i gmina w Niemczech, w kraju związkowym Bawaria, w rejencji Górna Bawaria, w regionie Südostoberbayern, w powiecie Berchtesgadener Land. Leży w Alpach Bawarskich, częściowo na terenie Parku Narodowego Berchtesgaden, około 12 km na południe od Bad Reichenhall, przy drodze B305.
W miejscowości znajduje się kościół pw. św. Sebastiana (St. Sebastian), którego zdjęcia można zobaczyć w wielu książkach oraz puzzlach.

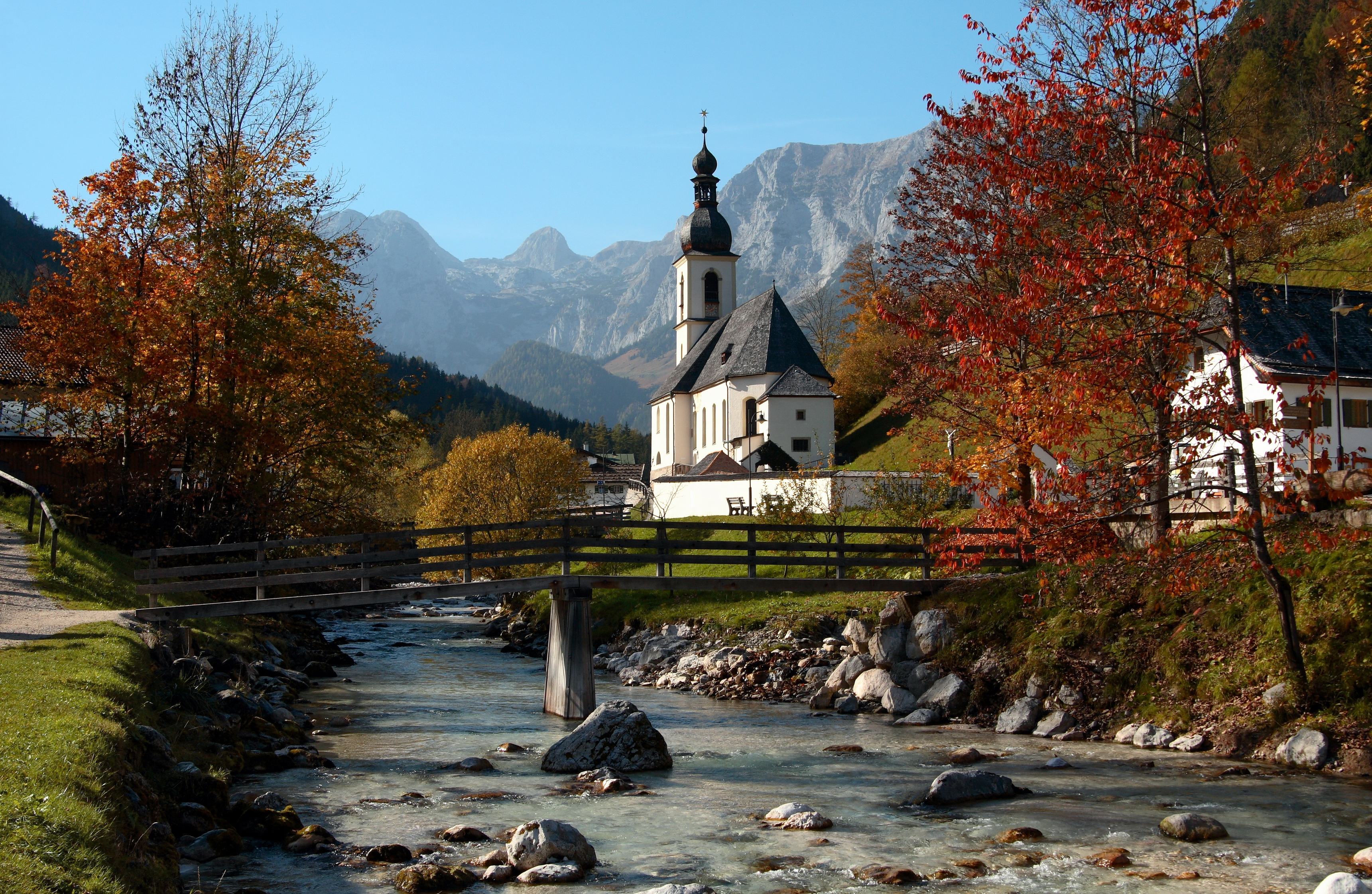
Kościół św. Sebastiana (St. Sebastian)

## Demografia
Dane o ludności z 31 grudnia 2008:
| Opis                                | Ogółem | Ogółem | Kobiety | Kobiety | Mężczyźni | Mężczyźni |
| ----------------------------------- | ------ | ------ | ------- | ------- | --------- | --------- |
| Jednostka                           | osób   | %      | osób    | %       | osób      | %         |
| Populacja                           | 1791   | 100    | 902     | 50,36   | 889       | 49,64     |
| Wiek przedprodukcyjny (0–17 lat)    | 350    | 19,54  | 172     | 9,6     | 178       | 9,94      |
| Wiek produkcyjny (18–65 lat)        | 1090   | 60,86  | 541     | 30,21   | 549       | 30,65     |
| Wiek poprodukcyjny (powyżej 65 lat) | 351    | 19,6   | 189     | 10,55   | 162       | 9,05      |

## Polityka
Wójtem gminy jest Herbert Gschoßmann z CSU, poprzednio urząd ten obejmował Johann Datzmann, rada gminy składa się z 12 osób.
|      | CSU | Ramsauer WB-FWG | UW | Razem |
| 2008 | 8   | 4               | –  | 12    |
| 2002 | 6   | 5               | 1  | 12    |